# The Peel Sessions (EP de The Smiths)
"The Peel Sessions" es un EP de la banda de rock alternativo The Smiths. El EP, que fue lanzado en 1988, se grabó el 18 de mayo de 1983, para el programa de radio BBC 1 con el disc jockey John Peel, que posteriormente fue transimtido el 31 de mayo de 1983. Todo salvo "Miserable Lie" se incluyó en el álbum recopilatorio de 1984 Hatful of Hollow. 

## Lista de canciones
1. "What Difference Does It Make?" – 3:10
2. "Miserable Lie" – 4:33
3. "Reel Around the Fountain" – 5:50
4. "Handsome Devil" – 2:46